# إيفان جافاخيشفيلي
الأمير إيفان جافاخيشفيلي (11 أبريل 1876 - 18 نوفمبر 1940) (بالجورجية: ივანე ჯავახიშვილი) هو مؤرخ ولغوي جورجي، أثرت أعماله الضخمة بشكل كبير على تاريخ وثقافة جورجيا. كما كان أحد الآباء المؤسسين لجامعة تبليسي الحكومية سنة 1918، وعميدها من 1919 إلى 1926.

## مسيرته
ولد الأمير إيفان جافاخيشفيلي في تبليسي بجورجيا (التي كانت آنذاك جزءًا من الإمبراطورية الروسية) لعائلة الأرستقراطي الأمير «ألكسندر جافاخيشفيلي». بعد تخرجه من كلية الدراسات الشرقية في جامعة سانت بطرسبرغ في عام 1899، أصبح محاضرًا في فقه اللغة الأرمينية والجورجية في جامعته. من عام 1901 إلى عام 1902، كان باحثًا زائرًا في جامعة هومبولت في برلين. في عام 1902، رافق مُشرفه الأكاديمي نيكولاس مار إلى جبل سيناء حيث درس المخطوطات الجورجية في القرون الوسطى.

### أعماله

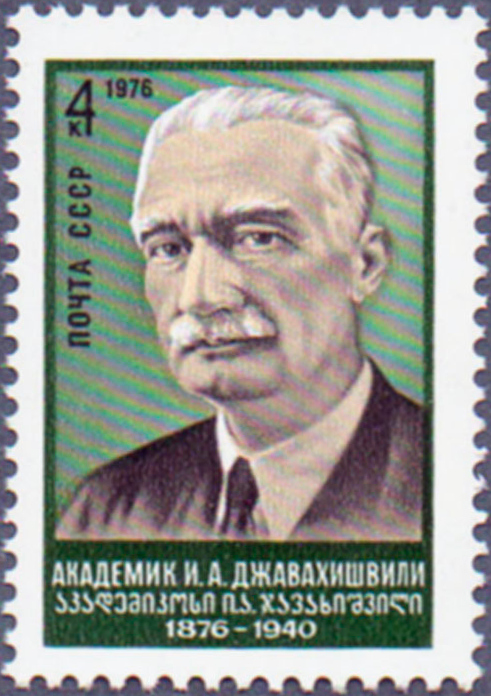
جافاخيشفيلي على طابع بريدي سوفييتي سنة 1976
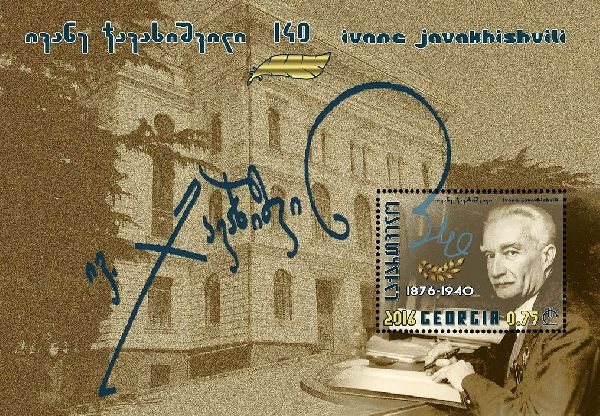
جافاخيشفيلي على طابع بريدي جورجي سنة 2016
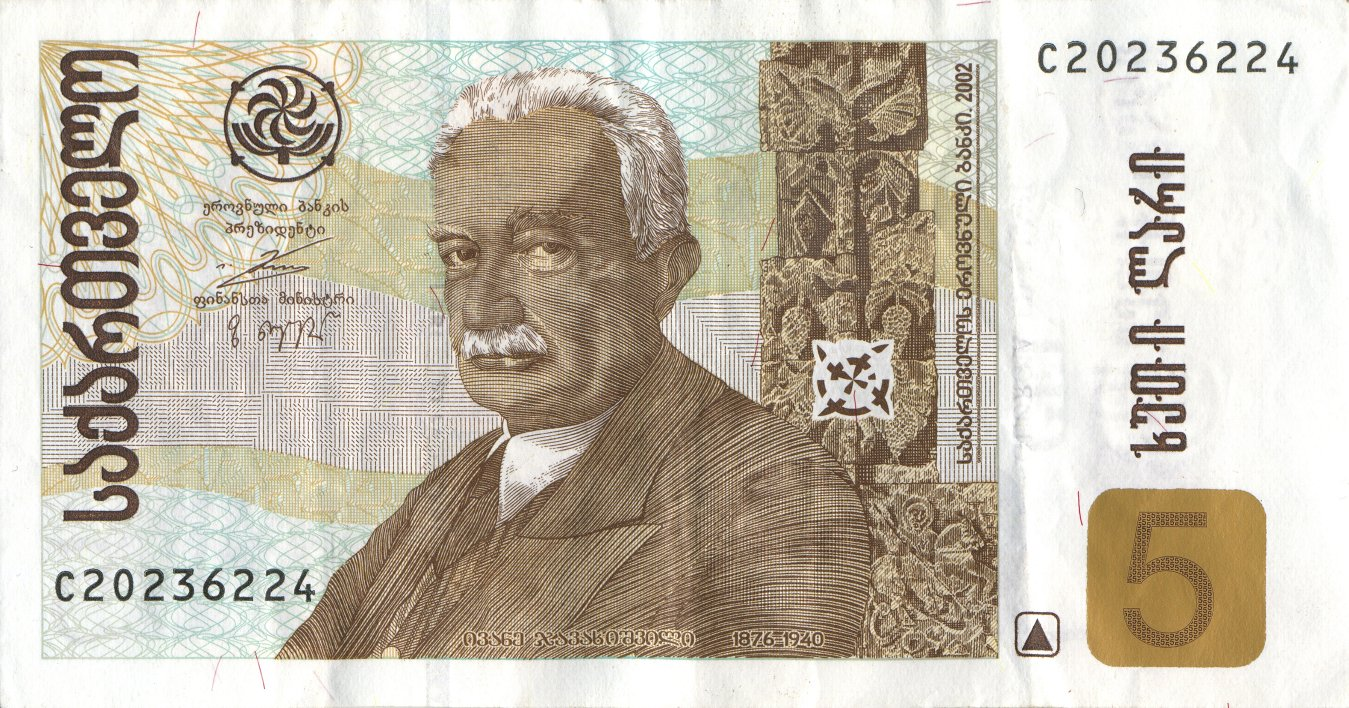
جافاخيشفيلي على ورقة نقدية من فئة 5 لاريات جورجية

قام جافاخيشفيلي بتأليف أكثر من 170 عملاً في مجالات التاريخ السياسي والثقافي والاجتماعي والاقتصادي لجورجيا. ظلّ عمله الرئيسي «تاريخ الأمة الجورجية» منذ نشر أول طبعة له في عام 1908 (المنشور بالكامل بين عامي 1908 و1949) أحد أكثر الدراسات الشاملة للتاريخ الجورجي ما قبل الحديث.
تمت إعادة طباعة العديد من مقالات وكتب جافاخيشفيلي الهامّة بما في ذلك «تاريخ الأمة الجورجية» في مجلداته المكونة من اثني عشر مجلدًا من عام 1977 و1998.